# FG 42
FG 42 (Fallschirmjägergewehr 42 – výsadkářská puška 42), byla samočinná puška používána za druhé světové války. Navržena byla pro německé výsadkáře po zkušenostech z invaze na Krétu a vyrobena pouze v menším množství (cca 7 000 kusů). V boji nebyla téměř užita, výsadkáři byli většinou vyzbrojeni standardním německým samopalem MP40.

## Konstrukce

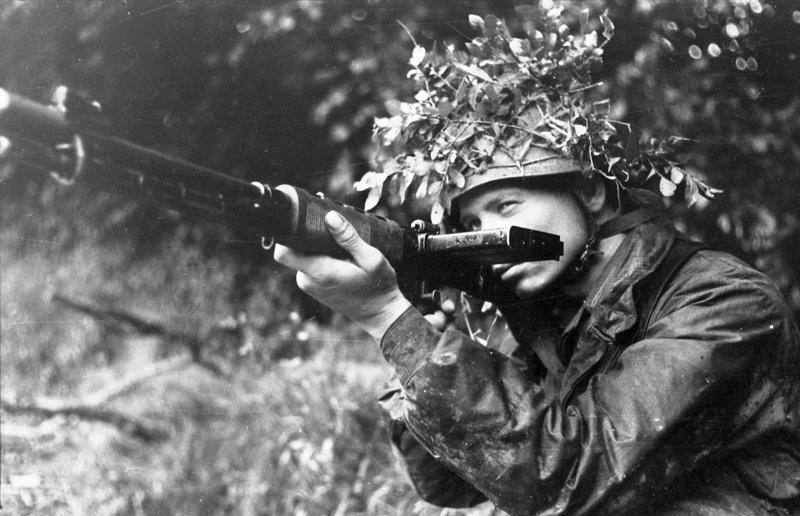
Výsadkář s prvním modelem, 1944

Tato originálně řešená automatická zbraň byla vyvinuta ve spolupráci německých firem Rheinmetall a Krieghoff. Zbraň používala standardní náboje Mauser ráže 7,92 mm. Krátký zásobník vkládaný z levé strany obsahoval 20 nábojů. Zbraň pracuje na principu odběru prachových plynů příčným kanálem ve stěně hlavně. K uzamčení dochází při pootočení závěru kolem podélné osy. Možnost střelby jednotlivými ranami nebo dávkou. Zbraň při střelbě dávkou střílela z otevřeného závěru a při střelbě jednotlivými výstřely z přední polohy závěru- to umožňovalo větší přesnost střelby. FG 42 má dlouhý píst (nosič závorníku pevně spojen s pístem) a přímoběžný úderník. Většina součástí se vyráběla lisováním z plechu až na hlaveň. Zbraň má na ústí hlavně masivní tlumič plamene a je osazena nesnímatelnou sklopnou dvojnožkou. Jako bajonet je použit čtyřhranný francouzský bodák. Pažba je plechová s dobrou ergonomií, připomíná pažbu použitou na kulometu Maschinengewehr 42.

## Varianty

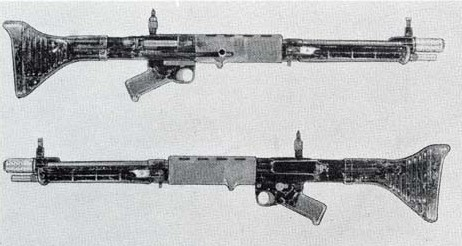
První verze

Byly vyvinuty dvě verze, pozdější verze byla vyvinuta pro urychlení výrobního procesu. Výroba probíhala hlavně ve firmě Krieghoff v počtu 2 000 ks provedení E a 5 000 ks provedení F a G (s dřevěnou pažbou).

### První verze
Raná verze má silně zkosenou pistolovou pažbičku, která vykazuje dobrou ergonomii. Sklopná dvojnožka je umístěna ve středu zbraně. Zásobník není kompatibilní se zbraní pozdní verze.

### Pozdější verze
Pozdní verze se oproti rané liší jiným tvarem pistolové pažbičky (menší zkosení), má dřevěnou pažbu místo kovové a dvojnožka je upevněna u ústí hlavně. Konstrukce zbraně byla celkově zesílena, proto se zvýšila také její hmotnost. U vyhazovacího okénka přibyl deflektor vystřelených nábojnic.